# Terry's nagels
Onder Terry's nagels (ook: Terry's nails) wordt een klinisch fenomeen verstaan waarbij de nagels wit verkleurd zijn (leukonychie) met een donkere/bruine rand aan het eind van de nagel.
Het fenomeen wordt frequent gezien bij patiënten met leverziekten als levercirrose, maar ook bij hartfalen, hyperthyreoïdie of diabetes mellitus. Tot 80% van de mensen met een ernstige leverziekte heeft Terry's nagels.